# Zwergbuntbärtlinge

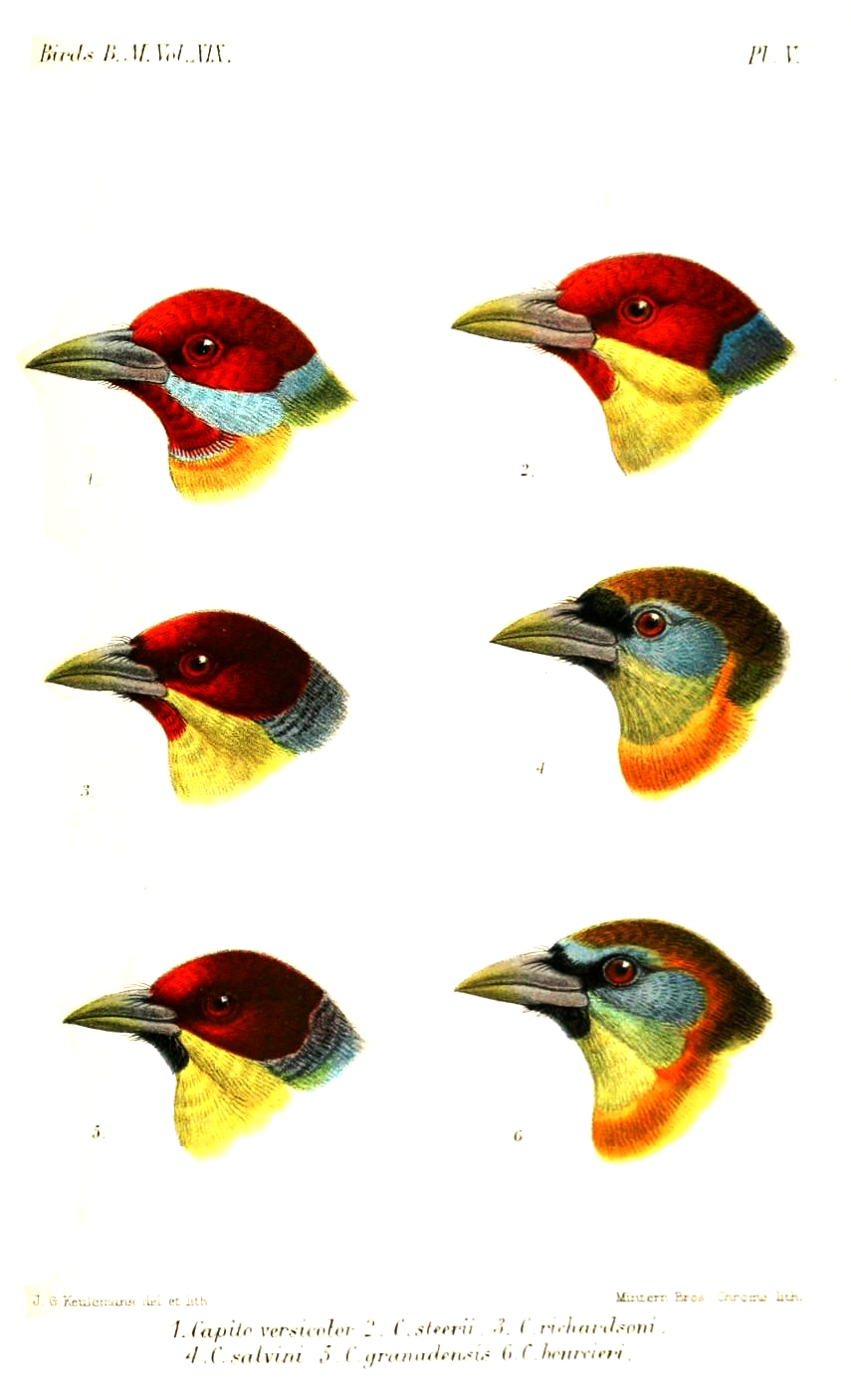
Köpfe von Zwergbuntbärtlingen (Lithografie von Keulemans). (Obere Reihe: Bunt-Bartvogel, Männchen, li.: Nominatform, re.: Unterart E. v. steeri; Mitte li.: Goldbrust-Bartvogel, Männchen, Nominatf., darunter: UA E. r. granadensis (Status unsicher); Unten re.: Anden-Bartvogel, Weibchen, Nominatf., darüber: UA E. b. salvini)

Die Zwergbuntbärtlinge (Eubucco) sind eine Gattung aus der Familie der Amerikanischen Bartvögel. Neben den Zwergbuntbärtlingen gehört nur noch die Gattung der Buntbärtlinge zu dieser Familie.
Zwergbuntbärtlinge wurden früher zur Familie der Bartvögel gerechnet. Das Taxon Bartvögel  gilt heute aber als paraphyletisch, da es nur unter Einschluss der Tukane (Ramphastidae) ein Monophylum bilden würde. Die Familie der Bartvögel wurde deshalb in vier Familien geteilt: die Afrikanischen (Lybiidae), die Amerikanischen (Capitonidae), die Asiatischen Bartvögel (Megalaimidae) und die Tukan-Bartvögel (Semnornithidae). 

## Erscheinungsbild
Zwergbuntbärtlinge sind mit etwa 15 cm Körperlänge etwas kleiner als die zirka 20 cm langen Buntbärtlinge. Es sind sehr farbenprächtige Vögel mit einem extrem auffälligen Sexualdimorphismus. Vom Scharlachkopf-Bartvogel abgesehen, haben die Männchen der Zwergbuntbärtlinge einen roten Oberkopf und eine grünliche Körperoberseite. Bei den Weibchen fehlt dagegen das Rot am Kopf. Die Weibchen des Bunt-Bartvogels haben ein rotes Brustband. Beim Scharlachkopf-Bartvogel haben die Männchen einen leuchtend roten Kopf und eine ebenso gefärbte Brust. Bei den Weibchen ist dagegen nur der Oberkopf rot. Die Körperoberseite ist bei beiden Geschlechtern bronze-grünlich.

## Verbreitungsgebiete
Das größte Verbreitungsgebiet unter den Zwergbuntbärtlingen hat der Goldbrust-Bartvogel. Sein Verbreitungsgebiet reicht von Kolumbien über den Osten von Ecuador und den Osten Perus bis in den Norden Boliviens. In östlicher Richtung entspricht das Verbreitungsgebiet dem Westen des Amazonasbeckens.
Das Verbreitungsgebiet des Anden-Bartvogels, für den mehrere Unterarten beschrieben werden, erstreckt sich über Zentralamerika und den Norden Südamerikas. Er ist ein Bewohner von Bergwäldern von der Mitte Costa Ricas über Panama, das Hochland Nordkolumbiens,  über Ecuador und Nordperu bis in den Westen Venezuelas. Das Verbreitungsgebiet ist fragmentiert. In Costa Rica kommt er im Osten in Höhenlagen zwischen 400 und 1600 und im Westen zwischen 800 und 2100 Meter vor. In Panama kommt er zwischen 575 und 1800 Höhenmetern vor. In Kolumbien lebt er dagegen in Bereichen zwischen 1200 und 2400 Metern. Im Osten Venezuelas kommen Anden-Bartvögel zwischen 1000 und 1500 und in Peru zwischen 1200 und 1500 Höhenmetern vor.
Das Verbreitungsgebiet des Scharlachkopf-Bartvogels ist rund 178.000 Quadratkilometer groß. Es erstreckt sich vom Osten der Anden in Südperu bis in den Norden von La Paz und Acre. Der Scharlachkopf-Bartvogel kommt in Höhenlagen zwischen 150 und 850 Meter vor und besiedelt bevorzugt Wälder entlang von Flüssen. Er nutzt auch Sekundärwald, der auf aufgegebenen Kulturflächen der indigenen Bevölkerung dieser Region nachwächst.
Der Bunt-Bartvogel kommt in Wäldern der östlichen Anden vom Norden Perus bis in die Mitte Boliviens vor. Er lebt gewöhnlich in Höhenlagen zwischen 1000 und 2000 Metern, kommt aber im Norden Perus auch noch in Höhenlagen von nur 675 Metern vor.

## Lebensweise
Zwergbuntbärtlinge sind Allesfresser. Früchte machen den größten Teil ihrer Ernährung aus, daneben fressen sie Insekten. Nach diesen suchen sie in Blattansammlungen in Astgabeln und Ähnlichem. Auf den Boden kommen sie gewöhnlich nicht. Die Fortpflanzungsbiologie ist bei keiner der Arten genauer untersucht.

## Arten
Die folgenden vier Arten gehören zur Gattung der Zwergbuntbärtlinge:
- Anden-Bartvogel oder Rotkopf-Bartvogel (Eubucco bourcierii)
- Goldbrust-Bartvogel (Eubucco richardsoni)
- Scharlachkopf-Bartvogel (Eubucco tucinkae)
- Bunt-Bartvogel (Eubucco versicolor)

## Belege